# Geschichtsfälschung
Bei einer Geschichtsfälschung (auch: Pseudohistorie) wird in Täuschungsabsicht und mit wissenschaftlich unlauteren Mitteln ein unzutreffender Eindruck von historischen Ereignissen oder Situationen und ihrer Interpretation vermittelt.

## Arten der Geschichtsfälschung

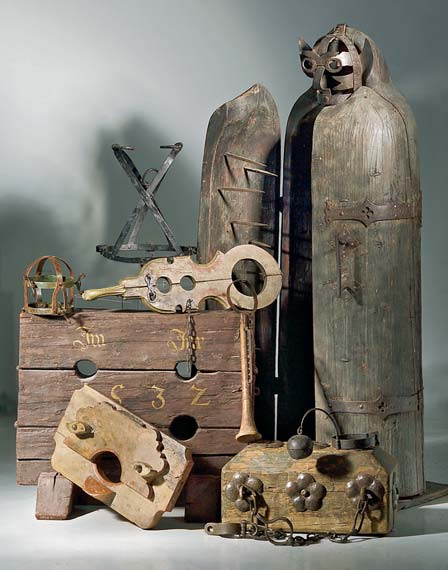
Die „Eiserne Jungfrau“ (rechts im Bild), angeblich ein Folterinstrument des Mittelalters, ist ein Fantasieprodukt des 19. Jahrhunderts.

### Darstellungs- und Dokumentationsebene
Ein wissenschaftlich anerkanntes Geschichtsbild wird durch Behaupten, Interpretieren oder Verschweigen – auch in Kombination – so angepasst, dass es in seiner öffentlichen Wahrnehmung teilweise oder in Gänze nicht mehr dem wissenschaftlich nachgewiesenen oder nachweisbaren Sachverhalt entspricht; dabei werden Daten, Fakten oder Zusammenhänge weggelassen oder verschwiegen. Handelt es sich um schwerwiegende Tatsachen von öffentlichem Interesse (z. B. NS-Verbrechen), so wird mit einer solchen einseitigen Darstellung die Sicht auf den historischen Hintergrund oder Kontext verfälscht.
Der Fall des Chefarchitekten, Reichsrüstungsministers und ergebenen Hitler-Vertrauten Albert Speer ist hinsichtlich Methode und Motivation ein besonders vielschichtiges Beispiel für diese Form der Geschichtsfälschung. Speer stellte sich sehr erfolgreich – unter anderem in seiner Bestseller-Autobiographie – als unpolitischen Technokraten dar, der von den nationalsozialistischen Verbrechen angeblich nichts gewusst haben will. Tatsächlich wirkte er aber als einer der Haupttäter aktiv am Holocaust mit. Seine geschickt gefälschte Legende als „guter Nazi“ wurde in der Nachkriegszeit bereitwillig von vielen Deutschen als willkommener Beleg für ihr eigenes distanziertes Verhältnis zum Nationalsozialismus und ihr Nichtwissen vom Massenmord an den Juden übernommen. Eine Nürnberger Ausstellung ab April 2017 präsentierte die Zusammenhänge.

## Ziele, Motive, Intentionen

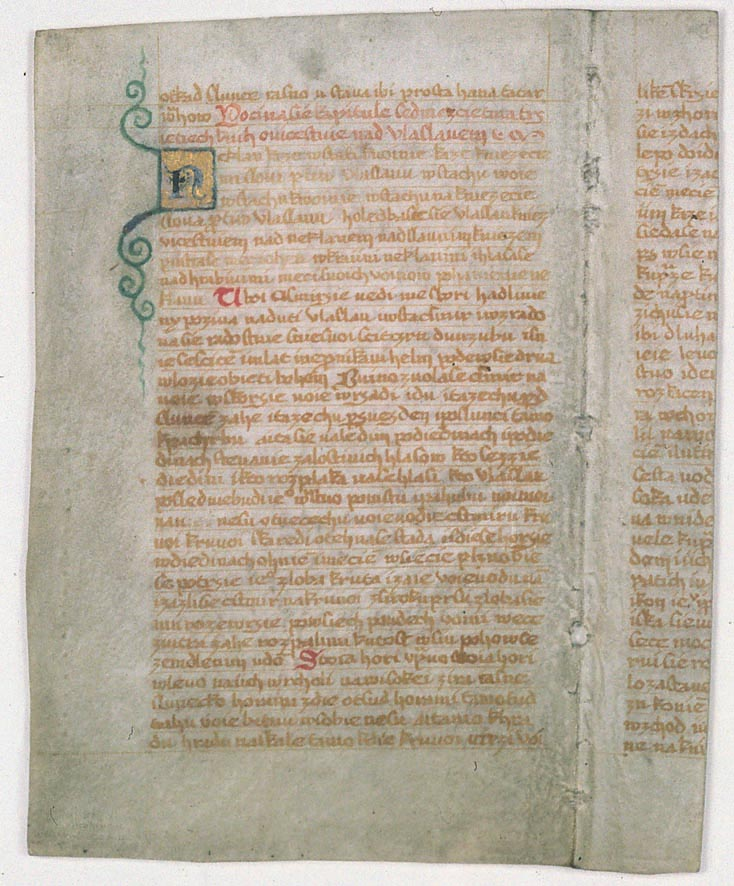
Seite der angeblich mittelalterlichen „Königinhofer Handschrift“, 1817

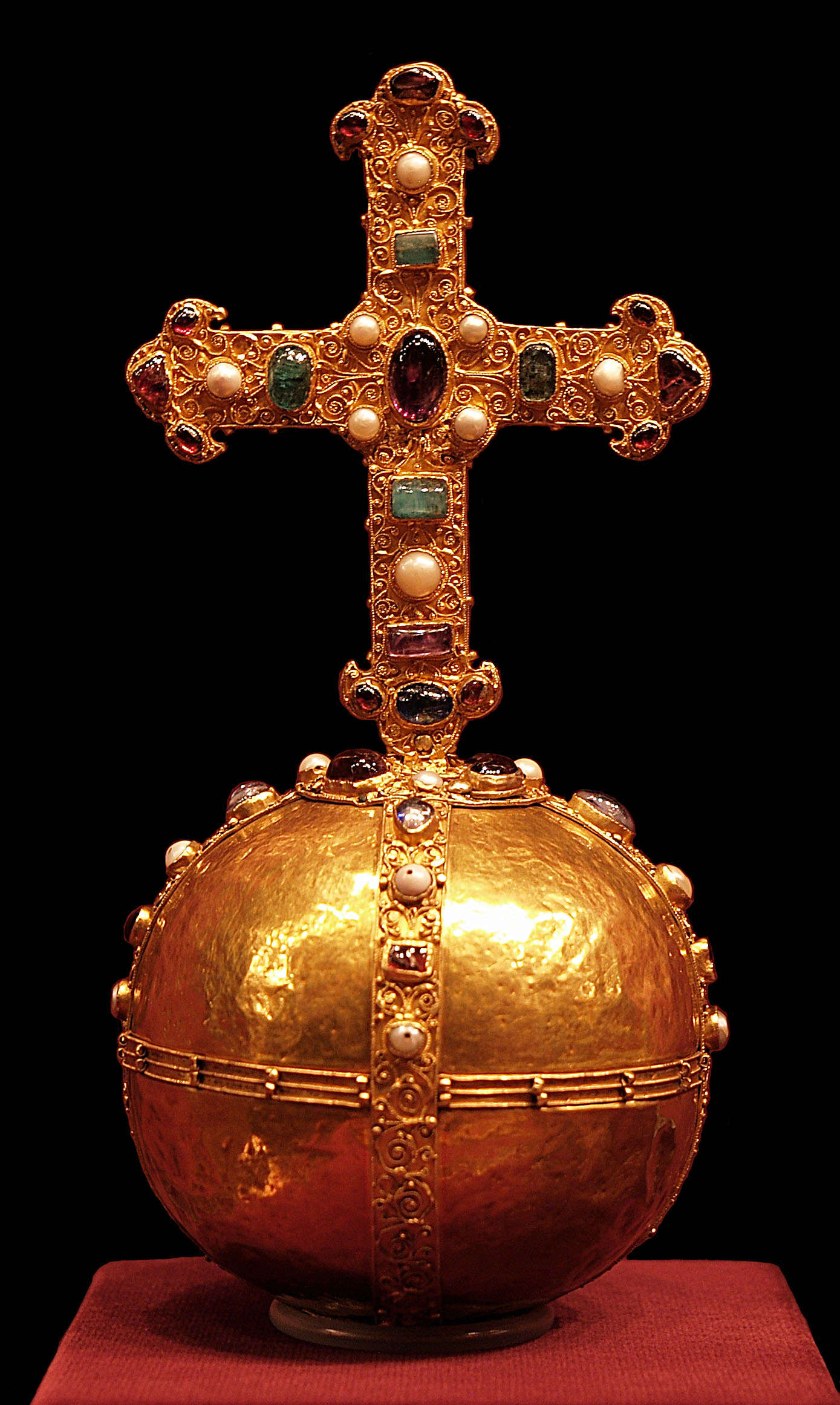
Der Reichsapfel stellt die Weltkugel dar und widerlegt damit die im 19. Jahrhundert aufgestellte und heute noch verbreitete Behauptung, im Mittelalter hätte es eine Doktrin der flachen Erde gegeben.

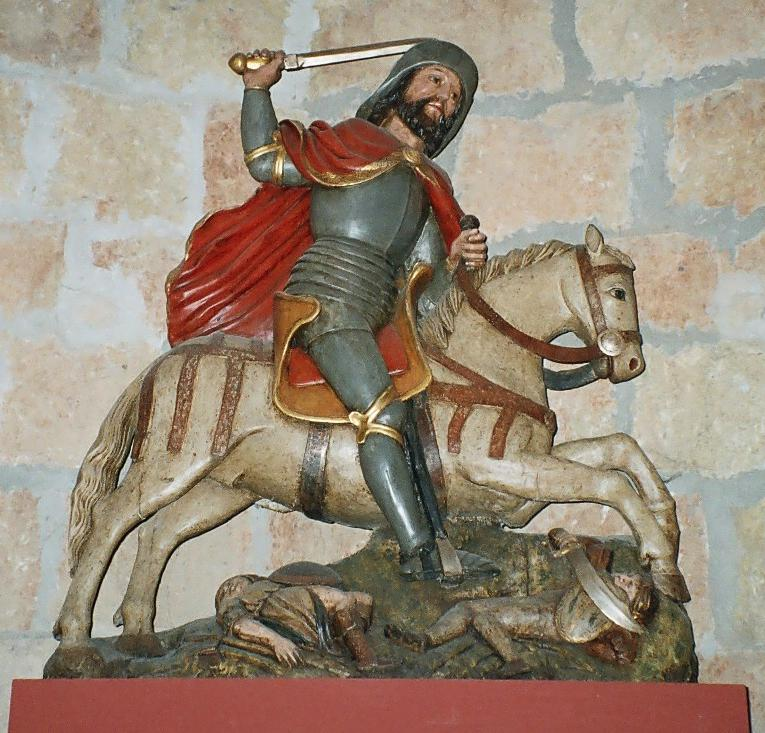
St. Jakobus war angeblich Helfer in der erfundenen Schlacht von Clavijo